# 蘇聖瑪麗 (安大略)

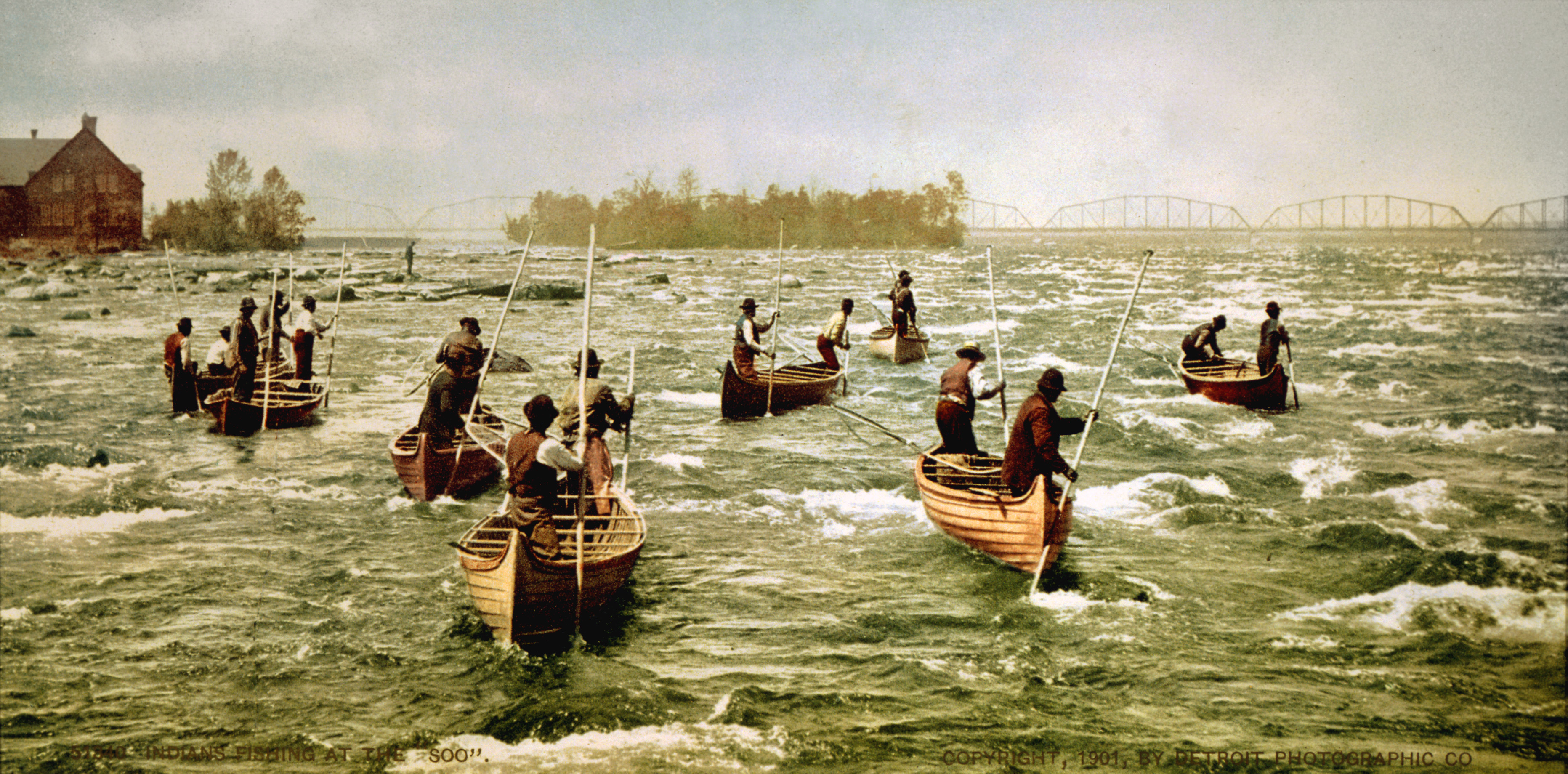
1901年圣玛丽河上的原住民奥杰布瓦渔民

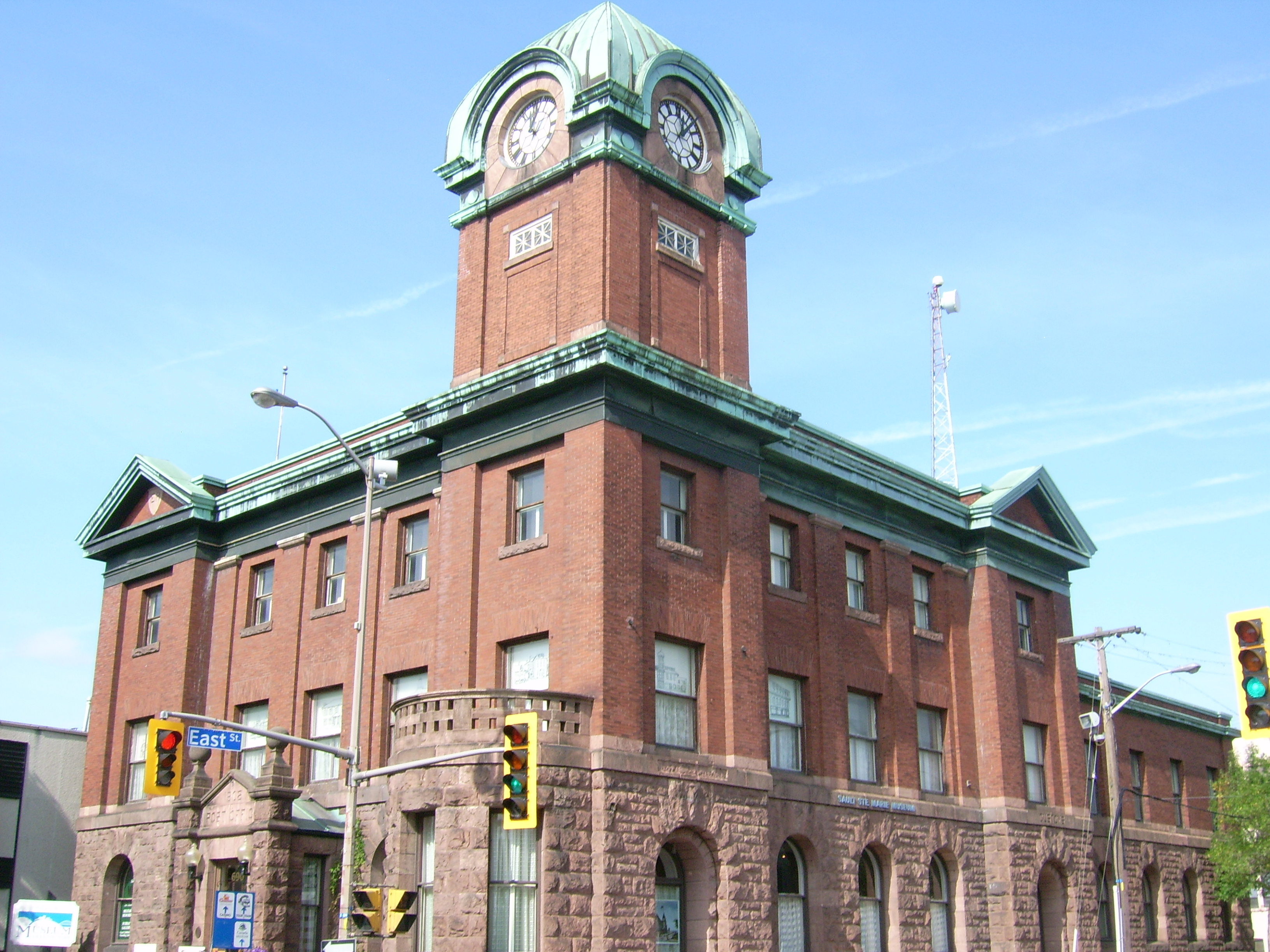
在苏圣玛丽市中心的苏圣玛丽博物馆。

蘇聖瑪麗（英語：Sault Ste. Marie，IPA：[ˈsuː ˈseɪnt məˈriː]）是加拿大安大略省北部的一座城市，為阿爾戈馬區的行政中心。該市位於蘇必略湖的東端盡頭，坐落聖瑪麗河北岸，南望美國密西根州同名的城市。據2011年加拿大人口普查所示，蘇聖瑪麗市內人口為75141人，在全國排名第73位；都會區人口則達79800人，在全國排名第47位。蘇聖瑪麗是安省北部繼薩德伯里和雷灣後的第三大城市。

## 歷史
蘇聖瑪麗一帶原為平原欧及布威人原住民的地域，該族將此處稱為“Baawitigong”，意即“激流之地”。法國探索家布魯雷（Étienne Brûlé）於1623年以法國國王路易十三的弟親奧爾良公爵加斯東將此處名為加斯東瀑布（Sault de Gaston）。1669年，法國耶穌會傳教士在聖瑪麗河南岸（即現密芝根州蘇聖瑪麗）設立聚落，並將此處名為，指的是聖瑪麗河上的急流。此處後來亦設立一個皮毛交易站，而聚落亦伸展至聖瑪麗河北岸；這是白人在安大略最早的定居點。隨著英國在18世紀中期的七年戰爭中戰勝法國，此帶地域亦落入英國的控制。
1812年戰爭結束後，英美兩國就美國和英屬北美之間的邊界展開商討，並於1817年確認兩地在蘇必略湖和休倫湖之間以聖瑪麗河為界，坐落該河兩岸的蘇聖瑪麗聚落自此分治。安大略省的蘇聖瑪麗於1887年正式建制為鎮，再於1912年改設為市。

## 交通
安大略17號省道（橫加公路）為蘇聖瑪麗市的主要幹道，西通雷灣，東達薩德伯里和北灣。該市亦透過蘇聖瑪麗國際大橋通往密芝根州蘇聖瑪麗；大橋越過美加邊境後成為75號州際公路，往南經底特律一直伸延至佛羅里達州。
市內的公共交通服務由市營的蘇聖瑪麗交通局營運。航空交通方面，蘇聖瑪麗機場（Sault Ste. Marie Airport，IATA代碼：YAM，ICAO代碼：CYAM）提供航線來往多倫多皮爾遜國際機場和畢曉普機場、渥太華、薩德伯里、北灣和雷灣。

## 人口數據
據2011年加拿大人口普查所示，蘇聖瑪麗市內的族群構成如下：
| 族群             | 族群             | 人口   | 人口百分比 |
| ---------------- | ---------------- | ------ | ---------- |
| 有色人種         | 南亞裔           | 270    | 0.37       |
| 有色人種         | 華裔             | 290    | 0.39       |
| 有色人種         | 黑人             | 260    | 0.35       |
| 有色人種         | 菲律賓裔         | 35     | 0.05       |
| 有色人種         | 拉丁美裔         | 110    | 0.15       |
| 有色人種         | 阿拉伯裔         | 85     | 0.12       |
| 有色人種         | 東南亞裔         | 40     | 0.05       |
| 有色人種         | 韓裔             | 40     | 0.05       |
| 有色人種         | 日裔             | 25     | 0.03       |
| 有色族群人口總計 | 有色族群人口總計 | 1,215  | 1.65       |
| 加拿大原住民     | 第一民族         | 5,975  | 8.12       |
| 加拿大原住民     | 梅蒂人           | 2,115  | 2.87       |
| 加拿大原住民     | 因紐特人         | 25     | 0.03       |
| 原住民總計       | 原住民總計       | 7,970  | 10.83      |
| 白人             | 白人             | 64,445 | 87.53      |
| 總人口           | 總人口           | 73,625 | 100        |

0-14 岁人口占14.2%，15-64 岁人口占71.4%，69 以上占14.4%。

## 外部連結
- 维基共享资源上的相關多媒體資源：蘇聖瑪麗
- （英文）City of Sault Ste Marie（页面存档备份，存于）－蘇聖瑪麗市政府官方網站